# Тотем

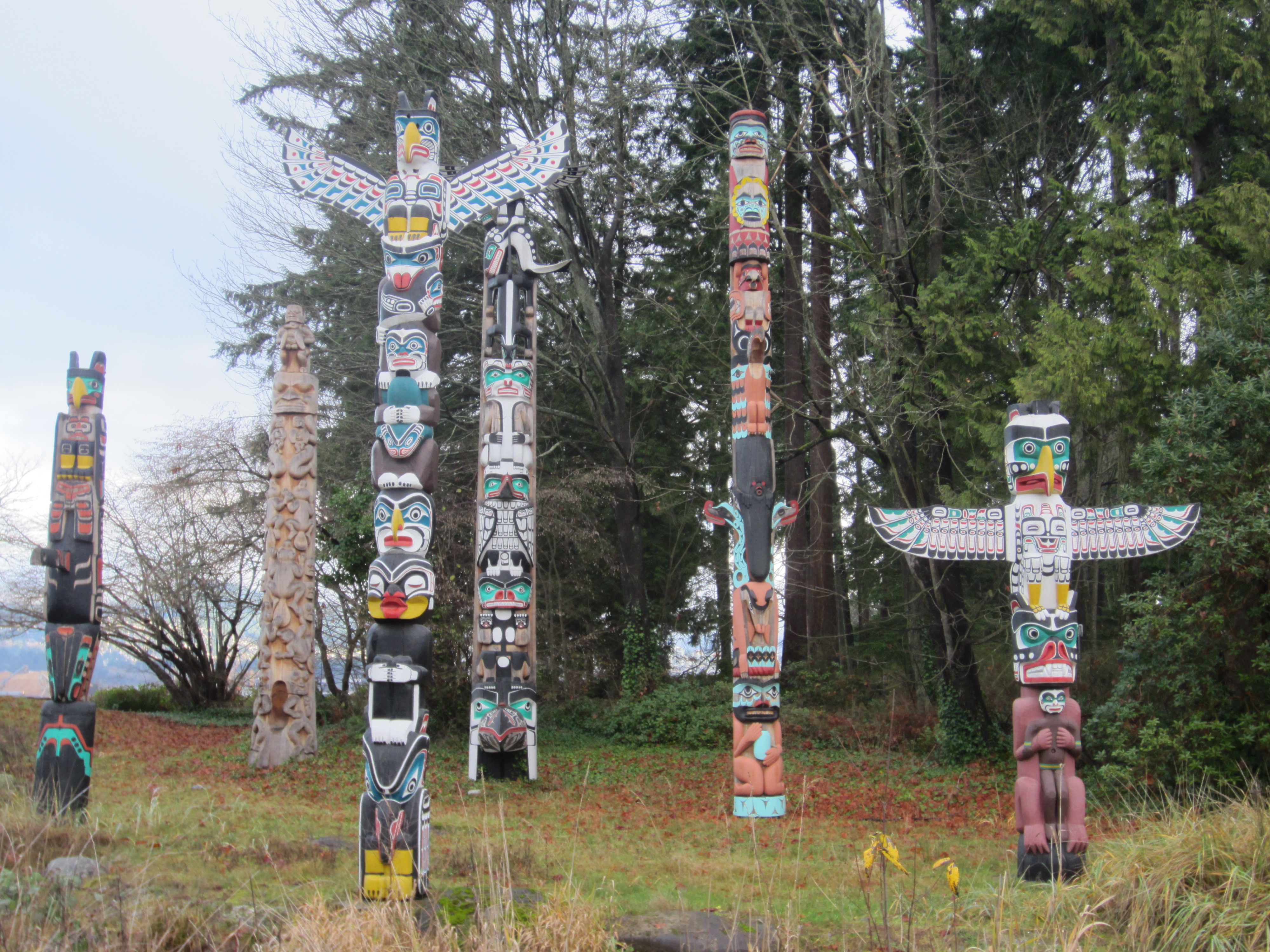
Тотемні стовпи (боввани) в Стенлі Парк у Ванкувері, Канада. Слід зауважити, що тотемні стовпи не були предметом ритуального поклоніння, вони радше слугували гербами роду чи племені, а стилізовані зображення на них переповідали важливі історії для племені.

Тоте́м — істота або предмет, який вважався засновником племені. Як правило, був представлений у вигляді ідола (божества) або вважалося, що душа його перебуває в якомусь предметі.
Взагалі тотемізм — одна з найдавніших форм релігійних уявлень. Поширення тотемізму серед народів світу досить добре вивчено, тотемізм був притаманний в той чи інший період розвитку всім народам. Класичною державою тотемізму є Австралія.

## Тотеми українців
Низка дослідників вважає, що коза і вовк є тотемними тваринами племен, з яких сформувався український народ. Серед них — О. Знойко, В. Давидюк, Г. Лозко, М.-Л. А. Чепа. При цьому, коза як тотем притаманна для переважної частини України від Київщини й Чернігівщини до Гуцульщини в Карпатських горах і Галичини, а ознаки вовка як тотема поширені на волинському Поліссі й частково чернігівському Поліссі.
У тих регіонах України, де вовк є тотемом, під час новорічної народної вистави водіння кози на свято Щедрого вечора щедрувальники вдягалися не лише в шкіру кози, але й у шкіру вовка. Етнографами записано на Чернігівщині пісню при щедровечірньому водінні кози, де згадується також і вовк.
Поширення кози-тотема як символу врожаю серед інших античних народів Європи можна пояснити давністю існування цього культу з часів арійської спільності народів (за 1000 років до нашої ери). Це питання тісно пов'язане з питанням етногенезу українського народу і загалом слов'ян, а також походженням індоєвропейської цивілізації (Г. Лозко, О. Знойко). Якщо коза була тотемом пастуших племен арійської доби, то не може бути й мови про запозичення слов'янами цього культу від греків чи римлян.

## Тотем росіян та фіно-угрів
Тотемною твариною росіян є ведмідь бурий.. У Росії мати зустрічає молодих після вінчання у вивернутій хутром назовні ведмежій шкурі, тоді як в Україні — у овечому кожусі, що є символом кози (Г. Лозко).
Бурий ведмідь є тотемною твариною багатьох фіно-угорських народів. У Фінляндії бурий ведмідь вважається національним символом країни. Тотем угорців спричинив те, що сусідній з ними народ сербів називав їх і ведмедя майже однаково: сербською мовою ведмідь — це «мечак», а угорець — це «мачар».
Обряд «водіння ведмедя», такий популярний у Великому князівстві Московському, є не просто розвагою, а водінням тотема заради магічного прикликання добробуту. За часів середньовіччя у Західній Європі «водінням ведмедя» славились угорці. «Мачвою» називалось удільне князівство-банат королівства Угорщини в XIII столітті.
У росіян ведмідь є тотемною твариною також.

## Тотеми інших народів
Тотемом білорусів, найімовірніше, є коза, деякі дослідники відносять до білоруських тотемів також лелеку і вужа, у болгар і сербів — вовка (відбилося навіть в людських іменах).
Тотемною твариною поляків також є коза: на свято Нового року вони, як і українці, водять козу. І обряд останнього снопа в них також називається «зривати козу».
Народи Сибіру шанували Лосиху-Матір, здійснюючи ритуали на її честь, у всьому схожі на обряди шанування ведмедиці народів Центральної Росії під час «ведмежих свят». Лосині та оленячі роги прикрашали житла народів Крайньої Півночі й шанувалися як родинні обереги.
У деякої частини німців зберігся звичай на Різдво рядитися в оленячі шкури, проти чого суворо виступала Римо-католицька Церква. Іншим тотемом німців є кабан: саме він символізував у них врожай хліба, подібно як в українців та інших слов'ян цим символом є коза. У Тюрингії, коли вітер колише хлібне поле, говорять: «Це хлібами проноситься вепр». Поблизу Аугсбурга жнець, який жав останній сніп, називався «власником свині». Наявність двох тотемних тварин пояснюється етногенезом німецького народу, який утворився з суміші кельтських та германо-скандинавських народів.
Тотемом більшості кельтських народів був олень: у їхній міфології він є посланцем з потойбічного світу, з яким найчастіше зустрічалися мисливці. У багатьох міфах є згадки про священну Білу Олениху або Білого Оленя. Кельтський бог Кернунн — бог усіх живих істот — уявлявся в образі чоловіка з оленячими рогами на голові. Його вважали покровителем королів. Також міфічний дух з рогами на голові Херн-мисливець супроводжував померлих на той світ.
Тотемом ірландців (група кельтських народів) був бик: коли помирав король, збиралися королівські друїди й приносили в жертву бика. Потім з'їдали м'ясо цієї жертовної тварини й лягали спати на її шкурі. Сни, які друїди-жерці бачили в цю ніч, мали повідомити їм ім'я нового короля.
Тотемом скандинавських народів був чорний кабан (вепр): він був символом врожаю, його приносили в жертву аж трьом богам — Одіну, Фрейру та Фрейі. Священного кабана з'їдали, але вірили, що вранці він воскресав. Зображення кабана часто зустрічалось на зброї та щитах — вважалося, що він захищає воїнів у битвах. Уявляли тотемного кабана із золотою гривою, що світиться в темряві, він ніби-то міг обігнати найпрудкішого коня. Головною стравою на святі в потойбічному світі Валгаллі був також кабан.

## Тотем у геральдиці
зображення